# 捷爾任斯基 (莫斯科州)
捷爾任斯基（俄语：Дзержи́нский）是俄羅斯莫斯科州中部的一個城市。位於柳別爾齊西南15公里的莫斯科河畔。2002年人口41,488人。
1380年這裡建立了尼科諾-烏格列什修道院。1921年建立城鎮，1981年設市。市名紀念在這裡建立勞改營的費利克斯·捷爾任斯基。